# Cratere Renoir
Renoir  è un cratere sulla superficie di Mercurio.